# La Zubia
La Zubia – gmina w Hiszpanii, w prowincji Grenada, w Andaluzji, o powierzchni 20,11 km². W 2011 roku gmina liczyła 18 375 mieszkańców.
Gmina jest jednym z trzydziestu czterech podmiotów, które składają się na obszar metropolitalny Granady, i obejmuje skupiska ludności La Zubia, Cumbres Verdes i El Barrichuelo.